# 월터 코이

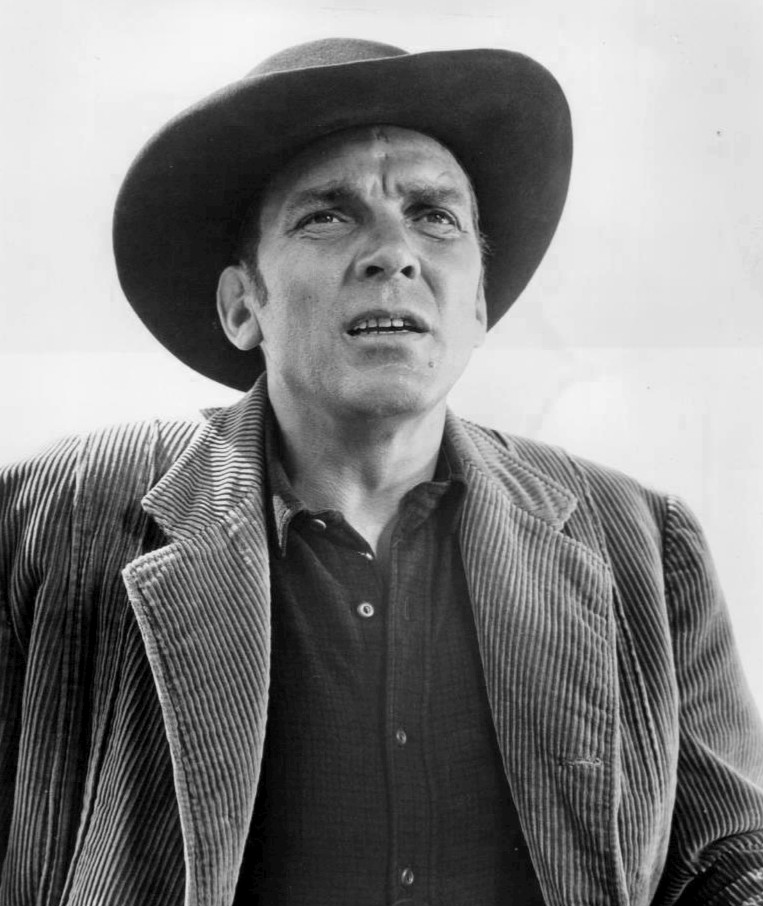

월터 코이(Walter Coy, 1909년 1월 31일 ~ 1974년 12월 11일)는 미국의 영화배우, 텔레비전 배우이다.
그레이트폴스에서 태어났으며 샌타마리아에서 사망하였다.

## 영화
- 캣로우 (1971년)
- 좀비 (1964년)
- 보난자 (1959년)
- 워락 (1959년)
- 북북서로 진로를 돌려라 (1959년)
- 페리 메이슨 (1957년)
- 수색자 (1956년)
- 위치타 (1955년)
- 샤이안 (1955년)
- 컬트 오브 더 코브라 (1955년)
- 록키 존스, 스페이스 레인저 (1954년)
- 달려라 래시 (1954년)
- 소 빅 (1953년)
- 형제는 용감했다 (1953년)
- 러스티 맨 (1952년)
- 플랫 톱 (1952년)